# Polyplax tarsomydis
Polyplax tarsomydis är en insektsart som beskrevs av Ewing 1935. Polyplax tarsomydis ingår i släktet Polyplax och familjen ledlöss. Inga underarter finns listade i Catalogue of Life.